# Хилана
Хи́лана (эст. Hilana), в 1922—1997 годах — Хи́ланде (эст. Hilande), местное произношение Хи́ланды (эст. Hilandõ) — деревня в волости Сетомаа уезда Вырумаа, Эстония. Исторически относится к нулку Мокорнулк.
До административной реформы местных самоуправлений Эстонии 2017 года входила в состав волости Меремяэ (упразднена).

## География и описание
Расположена на расстоянии 21 км к востоку от уездного центра — города Выру, и в 19 км к юго-западу от волостного центра — посёлка Вярска. Высота над уровнем моря — 86 метров.
Климат переходный от морского к континентальному. Официальный язык — эстонский. Почтовый индекс — 65360.

## Население
По данным переписи населения 2021 года, в Хилананасчитывалось 10 жителей, все эстонцы (сету в перечне национальностей выделены не были).
По данным переписи населения 2011 года, число жителей деревни составило 6 человек, также  все — эстонцы (сету в перечне национальностей выделены не были)).
Численность населения деревни Хилана по данным переписей населения:
| Год  | 1959 | 1970 | 1979 | 1989 | 2000 | 2011 | 2021 |
| ---- | ---- | ---- | ---- | ---- | ---- | ---- | ---- |
| Чел. | 40   | ↘ 19 | ↗ 68 | ↘ 31 | ↘ 5  | ↗ 6  | ↗ 10 |

## История
В источниках 1652 года упоминается Филлинова Гора, примерно 1790 года — Филипова Гора, примерно 1866 года — Филанскъ Гора, 1872 года — Филоново Гора, 1889 года — Hilana, 1904 года — Hilana, Hilanõmäe, Фило́ново Гора́, примерно 1920 года — Hilane, 1922 года — Hilande-Mäe, Hilande.  
В XVIII–XIX веках деревня относилась к Тайловскому приходу и входила в состав общины Обинитса.

## Происхождение топонима
По мнению языковедов Института эстонского языка, название деревни произошло от русской фамилии Филонов, которая в свою очередь произошла от личного имени Филон (греч. Φίλων / Philon —  'любимый', 'любящий'). Возможными основами топонима также могут быть слова «филон» ('лоботряс', 'оболтус', 'бездельник') и «филин» (от которого происходит фамилия Филинов); последний вариант больше всего поддерживается народными преданиями.

## Известные уроженцы
- Хилана Таарка (1856—1933)

### Комментарии
1. ↑  Эстонские топонимы, оканчивающиеся на -а, не склоняются и не имеют женского рода (исключение — Нарва)[10].